# Брод (община Драгаш)
Вижте пояснителната страница за други значения на Брод.
Брод (на албански: Brod или Brodi; на сръбски: Брод или Brod) е село намиращо се в община Драгаш (Шар), регион Гора на Република Косово.

## География
Разположено на 1389 м надморска височина в планината Шар и представлява голямо по площ селище с около 900 къщи. Мнозинството от жителите му са горани, които изповядват исляма.
Близо около селото се намират долините на реките Лешница и Кривошийска.
През зимата селото има 1200 души, но през лятото се увеличават до 5000 души. Много от младите ходят на гурбет в Черна гора и Сърбия, други ходят в Прищина да правят баклава и тулумби, има и успели бродчани в Турция.

## История
Васил Кънчов отбелязва през 1900 година Брод сред селата в Гора, населени от българи мохамедани, наричани торбеши. Броят на къщите е 500.
След Междусъюзническата война селото попада в Сърбия. Според Стефан Младенов в 1916 година Брод е българско село с 500 къщи.
На етническата си карта на Северозападна Македония в 1929 година Афанасий Селишчев отбелязва Брод като българско село.
- 1948 – 2248 души
- 1953 – 2229 души
- 1961 – 1604 души
- 1971 – 1485 души
- 1981 – 1685 души
- 1991 – 1741 души

## Личности
Родени в Брод
- Зейнел Зейнели (р. 1950), сръбски журналист и писател